# Ocean Machine: Biomech
Ocean Machine: Biomech è il primo album in studio del cantautore canadese Devin Townsend, pubblicato il 21 luglio 1997 dalla HevyDevy Records.

## Descrizione
Questo album condensa tutto il materiale a cui Townsend stava lavorando nel periodo in cui suonava con Steve Vai e nel periodo in cui lavorava al progetto solista Noisescapes. Durante il periodo di scrittura dell'album Devin cercò contatti per eventuali etichette, e l'allora A&R di Sony Japan Naoki Takada gli consigliò di crearsi una propria etichetta discografica indipendente: nacque così la HevyDevy Records.

## Produzione e distribuzione
L'album venne registrato nel 1995 presso i The Factory Studio a Vancouver, ma Townsend, non soddisfatto del risultato, decise di registrare tutto nuovamente nell'home studio, ricavato con l'aiuto degli altri membri, in casa sua a Burnaby.
L'album è stato pubblicato nel luglio 1997 in Canada tramite la HevyDevy Records, in Europa ed America tramite Inside Out Music e in Giappone tramite Sony Music.

## Tracce
Testi e musiche di Devin Townsend.
1. Seventh Wave – 6:50
2. Life – 4:31
3. Night – 4:45
4. Hide Nowhere – 5:00
5. Sister – 2:48
6. 3 A.M. – 1:56
7. Voices in the Fan – 4:39
8. Greetings – 2:53
9. Regulator – 5:06
10. Funeral – 8:06
11. Bastard – 10:17
12. The Death of Music – 12:15
13. Thing Beyond Things – 4:47

## Formazione
- Devin Townsend – voce, chitarra, tastiera, produzione, missaggio
- John Harder – basso
- Marty Chapman – batteria
- Chris Valagao – cori
- John Morgan – tastiera, ingegneria del suono
- Matteo Caratozzolo – ingegneria del suono
- John Morgan – ingegneria del suono
- Tim Oberthier – ingegneria del suono
- Sheldon Zaharko – ingegneria del suono
- Daniel Bergstrand – missaggio
- Victor Morden – assistente al missaggio
- Masa Noda – copertina
- Daniel Collins – copertina